# Мьюлей Бландербасс
Английский мушкетный пистолет изготовлен оружейным мастером Мьюлеем из Дублина. Замок — старинного типа. К пружине огнива добавлен ролик, который ускорял действие ударно-спускового механизма, сокращая трение до минимума. Одна половина латунного ствола — восьмигранная, вторая — круглая. Передняя часть ствола удерживалась на месте с помощью плоского ключа. Деревянный шомпол с наконечником из латуни фиксировался обычными трубками, прикреплённых к ложу.